# The Sorcerer

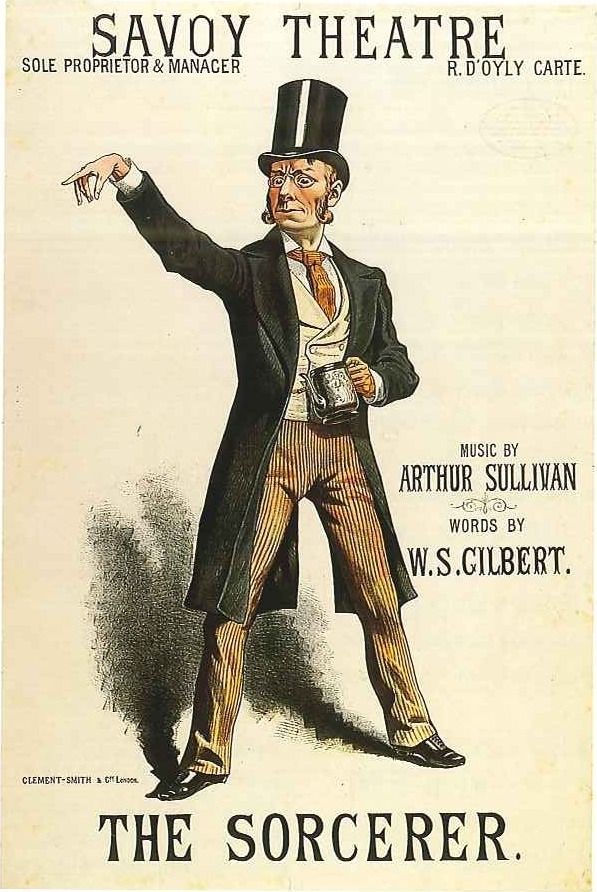
Il poster del 1884

The Sorcerer è un'opera comica in due atti, con un libretto di W. S. Gilbert e musiche di Arthur Sullivan. Essa debuttò il 17 novembre 1877 al teatro Opera Comique sullo Strand a Londra, dove venne rappresentata per 178 recite. Per la ripresa del 1884, Gilbert e Sullivan accorciarono la fine del primo atto e scrissero un nuovo inizio del secondo atto, ed è in questa stesura che l'opera viene rappresentata al giorno d'oggi.
La prima rappresentazione negli Stati Uniti avvenne a New York al Broadway Theatre il 21 febbraio 1879, e andò avanti per 20 recite. Vi furono successivamente delle riprese a New York, non prodotte dalla D'Oyly Carte Opera Company, nel 1879, 1882 e 1883.

## La storia
The Sorcerer fu la terza opera di Gilbert e Sullivan che venne realizzata in collaborazione, delle quattordici da loro realizzate. Nel  1871, essi avevano realizzato Thespis, una stravaganza per la stagione estiva, che non diede però alcuna ulteriore collaborazione fra i due per quattro lunghi anni. Ma dopo l'iniziale grande successo della loro seconda opera in un atto Trial by Jury nel 1875, prodotta da Richard D'Oyly Carte, costituirono una società fra loro due e l'impresario Carte, per produrre opere di lunga durata. A questo scopo Gilbert ampliò la sua breve storia "The Elixir of Love" e trasse anche delle idee dalle sue prime Bab Ballad, crando un canovaccio sulla storia di una magica pozione d'amore, che come spesso capita nelle opere, faceva innamorare della persona sbagliata.
Il successo di The Sorcerer, anche se modesto, incoraggiò Carte e gli autori a continuare la loro collaborazione, l'anno seguente, con H.M.S. Pinafore, il lavoro che fece nascere il fenomeno Gilbert e Sullivan che e che portò alla produzione, dal 1880 in avanti, di una serie di opere conosciute come Savoy Opera.
L'opera venne riproposta nel 1884 e nuovamente nel 1898. Nei primi anni del XX secolo gradualmente perse il favore del pubblico e non venne più replicata. Dal 1930 al 1970 la D'Oyly Carte Opera Company non la ripropose al pubblico, ma diverse compagnie di dilettanti la rappresentarono egualmente.
Una ripresa del 1971 diede nuova vita all'opera ed oggi essa viene regolarmente rappresentata da numerose compagnie specializzate in opere di Gilbert e Sullivan.
The Sorcerer è disegnato su di una tradizione teatrale che oggi è meno accessibile alle platee moderne a causa dell'argomento trattato non più attuale. Esso fa la satira sugli usi dell'epoca vittoriana e su di alcune convenzioni teatrali, ma non include la satira politica che sarà poi alla base delle opere successive di Gilbert.
Original Cast
...
Sir Marmaduke Pointdextre
Richard Temple (ii)
...
Alexis
George Bentham
...
Doctor Daly
R. Barrington
...
Notary
F. Clifton
...
John Wellington Wells
G. Grossmith, Junr.
...
Lady Sangazure
Howard Paul
...
Aline
Alice May
...
Mrs. Partlet
Harriett Everard
...
Constance
Guilia Warwick